# Бабигонское шоссе
Бабиго́нское шоссе́ — шоссе в городе Петергофе Петродворцового района Санкт-Петербурга. Проходит от улицы Шахматова до границы с Ломоносовским районом Ленинградской области. На северо-запад продолжается Гостилицким шоссе, на юг — дорогой в деревню Низино.
Название появилось в 1930-х годах. Дано по местонахождению Бабигонского кладбища, к которому ведет шоссе. Само же кладбище названо по местности Бабий Гон, а та — по шведскому названию Pappinkåndu и финскому варианту Pappinkontu (пасторская усадьба).